# Verdial (olivo)

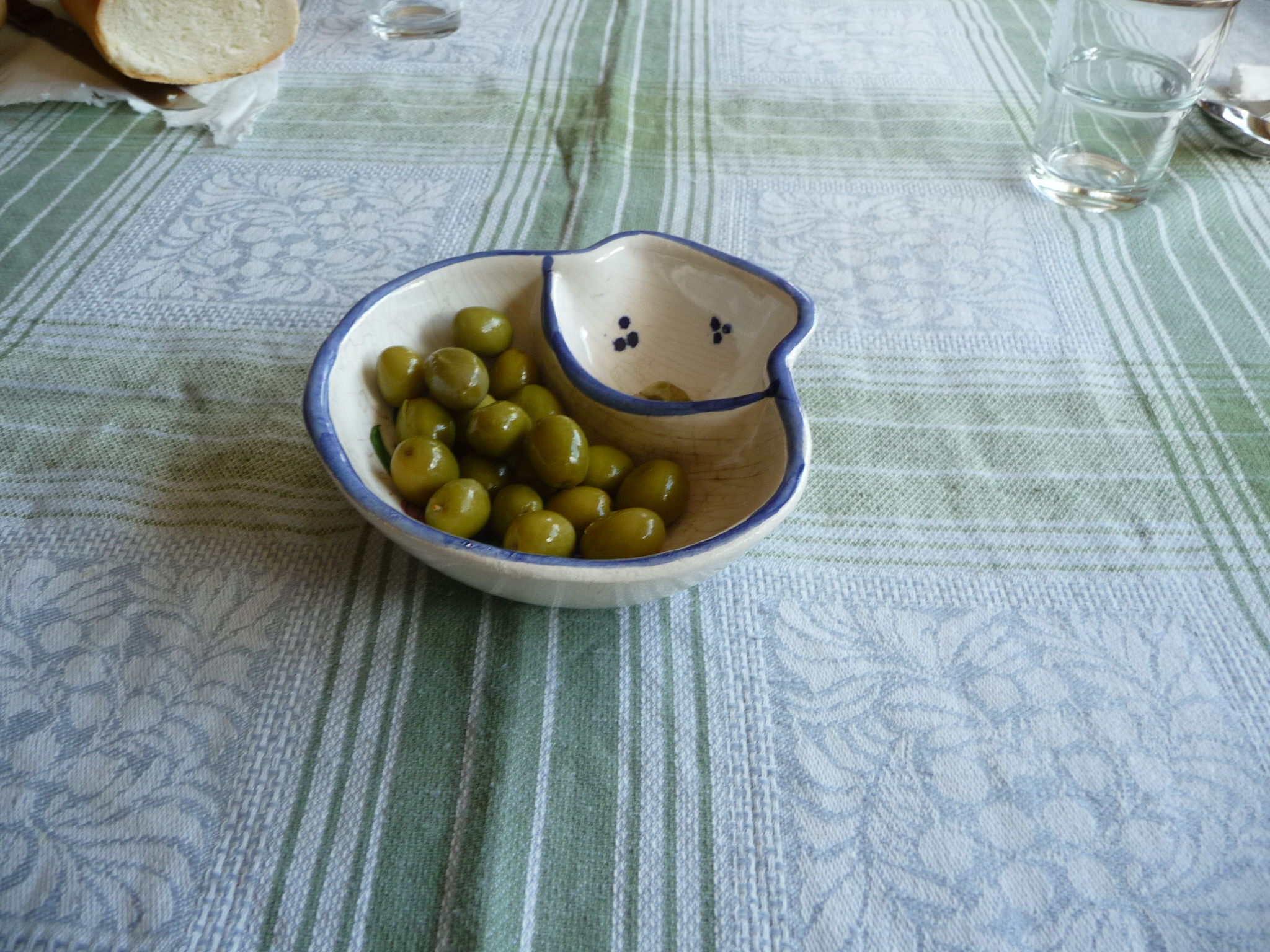
Aceitunas verdial

Se denomina verdial a un conjunto de variedades de olivo (Olea europaea) que se cultivan principalmente en España, en las regiones de Andalucía y Extremadura. Produce unas aceitunas alargadas que pesan en promedio alrededor de 7 gramos y se mantienen de color verde aun maduras, a lo que deben su nombre. Pueden destinarse tanto a la producción de aceite de oliva como a aceituna de mesa. La maduración del fruto tiene lugar en el periodo comprendido entre finales de noviembre y últimos de diciembre, el aceite de oliva que se obtiene es dulce y afrutado, sin sabor amargo y rico en ácido linoleico. Las principales variedades son la verdial de Huévar, verdial de Badajoz y verdial de Vélez-Málaga.

## Verdial de Huévar
Natural del área de Huévar del Aljarafe. Se cultiva en unas 20.000 hectáreas de las provincias de Huelva y Sevilla en Andalucía. También en la región del Alentejo en Portugal donde se denomina Verdeal de Serpa y Verdeal Alentejana. Se cultiva también en Santa Lucía de Tirajana en la isla de Gran Canaria.

## Verdial de Vélez-Málaga
Se cultiva sobre todo en la comarca de la Axarquía, provincia de Málaga, y de ella se obtienen aceites de sabor dulce y gran calidad.
Periana es el municipio de la Axarquía que acumula el 90% de la producción de esta aceituna Verdial.

## Verdial de Badajoz
Se encuentra en Extremadura, tanto en la provincia de Cáceres, como en la de Badajoz. Recibe también los nombres de macho, manzanilla rabuda, mollar y zorzaleño.